# Club Baloncesto Axarquía
Club Baloncesto Axarquía, más conocido en la actualidad por su nombre de patrocinio  Clínicas Rincón, fue un equipo profesional de Baloncesto vinculado al Unicaja Málaga (filial) que participó en su última temporada de existencia (2015-2016) en la LEB Plata.

## Historia

### 1960-1970
El inicio de la actividad del baloncesto habría que situarlo a finales de los años 60 en Vélez-Málaga. Surgen dos enclaves de baloncesto en la capital de la comarca: Uno en el colegio de los frailes franciscanos (de primaria) con la iniciativa del Padre Dionisio y otro (de bachiller) en el Instituto Reyes Católicos. 

### 1970-1980
Ya, en los años 70, se decide federar en provinciales un equipo surgido del instituto Reyes Católicos, que en un principio jugaba en la pista de tierra que había en la entrada del campo de fútbol estadio Vivar Téllez y avanzando en este decenio pasó a jugar al propio Instituto de Secundaria.

### 1980-1990
Pero es en los años 80 donde se retoma con gran fuerza el baloncesto. Por un lado, el Patronato de Deportes saca su primer equipo federado, un juvenil masculino, en la temporada 83-84, con los chavales que más habían destacado en las competiciones escolares y que pasaban a los Institutos de Reyes Católicos o Juan de la Cierva, ofreciéndosele una continuidad en su formación baloncestística. En la temporada 84-85 ya surge también el equipo juvenil femenino, que en temporadas sucesivas fueron incrementándose, alcanzando todas las categorías con varios equipos, y teniendo algunos éxitos a nivel provincial y andaluz.
A nivel sénior desde la temporada 84-85 hasta la 87-88 participó en la liga provincial el Club Polideportivo San Miguel. Este primer equipo sénior, anticipo de lo que hoy es el CB Axarquía, jugaba sus partidos de casa en el colegio Augusto Santiago Bellido "Reñidero". El colegio Reñidero se había convertido en los últimos años en la pista de juego de los equipos de base en estos primeros años de andadura federada. El Club Polideportivo San Miguel, en la década de los 80 disponía además de equipos en distintas modalidades deportivas a nivel provincial.
En el año 1988 cuando un grupo de personas cercanas al baloncesto fundan el Club de Baloncesto Comarca de la Ajarquía. Un grupo de amigos encabezados por Paco González como presidente, amantes del mundo de la canasta en Vélez-Málaga, deciden crear la estructura de un club de baloncesto, coincidiendo con la finalización del pabellón cubierto municipal. El patrocinador era El Zoco de la Axarquía y con ese nombre aparecen en el mundo del baloncesto el actual CB Axarquía.

### 1990-2000
Llegan tiempo difíciles. En las temporadas 91/92 y la 92/93, el equipo masculino juega en sénior provincial. Una directiva renovada, joven y con ganas de baloncesto.Aprovechando el todavía bum del baloncesto entre los jóvenes, se organizaba en verano además del torneo local del Patronato Deportivo Veleño, unas 24 horas de baloncesto, en las que se vivía un ambiente de fiesta, buen baloncesto y pocas horas de sueño, y que ayudaba a sacar fondos para que el equipo continuara jugando en federado.
Se pasa un año después a jugar de nuevo en la 1.ª andaluza en la temporada 93/94. En esta etapa, la directiva estuvo comandada por Rafael Abad, fomentando el baloncesto con jugadores siempre locales en categoría autonómica y nacional a nivel masculino y femenino. Años en los que el equipo siempre se nutre básicamente de las escuelas Deportivas del Patronato Deportivo Veleño, intentando hacerse un hueco a nivel comarcal, buscando siempre la incorporación y el contacto con todos los municipios de la Axarquía. En el banquillo, se sentaba en esta segunda etapa Juani Jiménez Ocón para ocupar la bacante dejada por Paco Aguilar que decidía centrarse al 100% en el baloncesto adaptado a través de AMIVEL, que tanta gloria ha dado a este deporte con muchos años en la élite del baloncesto en sillas de ruedas.
El club deja de participar en competiciones federadas durante una temporada por diversos motivos. Se hace cargo ahora una nueva junta gestora comandada por Antonio Moreno Ferrer con las miras puestas en consolidar un proyecto de futuro. Es entonces cuando algunos de los jugadores que formaban parte del equipo acceden a la junta directiva. La base de la directiva que en el año 1995 se hacía cargo del club, apoyados siempre en la infraestructura de la base de las Escuelas Deportivas Municipales, y con un equipo entonces en la Liga Comarcal de la Axarquía que organizaba el PatronatoDeportivo Veleño. Un año después, Federico Ruiz Heredia asume la presidencia y, con el mismo equipo humano, comienzan su escalada desde Liga Provincial con un hombre de la casa como Ramón Pérez como entrenador, camino de asentar el baloncesto en la capital de la comarca de la Axarquía.
Los equipos de base siempre habían formado parte de la estructura del Patronato de Deportes de Vélez-Málaga. Pero en la temporada 96/97, el Club Baloncesto Axarquía toma con fuerza la idea de salir con un equipo sénior en 1.ª provincial y hacerse cargo de la base. En esta categoría jugará durante dos temporadas con un equipo muy joven y de futuro que pondría las mimbres del futuro cercano de éxitos del baloncesto local. Con el fin de aglutinar el baloncesto de la comarca, el club toma un marcado carácter comarcal con secciones en distintos puntos de la comarca y fomentando la liga que se organizaba entre los distintos pueblos de la Axarquía, impulsada desde el Patronato de Deportes. Retornan en el 1998 a Primera Andaluza.
Juani Ocón toma las riendas del banquillo en un primer año donde el equipo hace una digna campaña.  A finales de temporada se incorpora a la directiva Guillermo Gómez, se decide dar un impulso al club incorporando a Ricardo Bandrés con la ayuda de Juanma Delgado. Se crea una estructura más completa desde la base, con la creación de un equipo sénior que jugaría en Algarrobo y entrenado por Ramón Pérez en Liga Provincial. El primer equipo logra el ascenso a 1.ª nacional como Búfalo Axarquía y con Ricardo Bandrés como técnico, ayudado por el preparador físico Alfonso Balsera. Permanecería dos años en esta categoría, hasta llegar a un ascenso in-extremis, en la última jornada, a liga EBA. Mientras, el equipo de 1.ª provincial, este año jugaba en Torrox entrenado por José M. Sánchez.
Con la denominacón de Helados Royne Axarquía, solo bastaba que perdiera Peñarroya y de que ellos mismos ganaran el básket-average a Gibraleón a domicilio. Y eso fue exactamente lo que ocurrió. A Peñarroya le bastaba ganar en cancha de un líder que no se jugaba nada pero cayó de forma abultada. Y el Helados Royne Axarquía, frente a un Gibraleón que lo tenía todo a su favor, ventaja en los números y una cancha con una afición entregada para celebrar el ascenso que no se produjo, en un partido al que además llegaban los veleños con bajas muy importantes como las de Otto y Dani. Pero la gran labor de los hombres de dentro y el acierto desde la línea de tres sobre todo de Óscar proporcionaron ese milagro del resultado final 88-97.

### 2000-2010
El CB Axarquía, en los tres años de experiencia en EBA, se hizo siempre con jugadores importantes malagueños. El club no escatimaba esfuerzos económicos para intentar hacerse con los servicios de jugadores importantes de la cantera de Unicaja que no encontraban su sitio en el primer equipo , y buscaban su experiencia a lo largo del territorio nacional. El primer fichaje estrella de esta índole sería el jugador veleño Leandro Ramírez. Una temporada esta la 2002/03 en la que el fichaje de un ex-ACB como Gaby Ruiz a mediados de campaña hace sonar el nombre del Baloncesto Axarquía en la prensa deportiva nacional.
Los resultados no acompañan y se decide cesar al equipo técnico a mediados de temporada. El tándem formado por Paco Aurioles y Francis Trujillo toma las riendas del banquillo para realizar un espectacular final de temporada que ilusiona a la afición. Para la historia quedará el viaje a Atarfe en la última jornada. Había que ganar y esperar resultados en otras canchas para salvar la categoría que tanto trabajo había costado conseguir. Dos autobuses se llenaron de aficionados para viajar hasta el pabellón municipal 1.º de Mayo de la localidad granadina. Sin duda, era la primera vez que Vélez-Málaga se movía en grande para empujar a un equipo de baloncesto.
En esta última temporada, el Club Baloncesto Axarquía asumía la posibilidad de vivir la experiencia del baloncesto profesional en la liga LEB-2, categoría 'de bronce' del baloncesto español. Ello fue gracias a la renuncia de última hora de un equipo a disputar la liga y la apuesta fuerte del patrocinador Clínica Rincón junto a la entidad cajista para afrontar una categoría con un presupuesto muy por encima a lo que se estaba acostumbrado en la Axarquía.
En cuanto a lo deportivo, Unicaja Baloncesto cedió a algunos de sus jugadores con mayor proyección y al equipo técnico. Por su parte, la directiva veleña completó la plantilla con jugadores de experiencia que consoliden al equipo en una liga totalmente profesional. Una plantilla que giraba en torno a las tres perlas de la cantera cajista: Vítor Faverani, Pavel Ermolinski y Alfonso Sánchez. El entrenador del equipo fue Toa Paterna, que llevaba tiempo ligado al equipo técnico de Unicaja y a la ACB. Como segundo entrenador, continuó el que fuera técnico la campaña anterior en liga EBA, Francis Trujillo. Como tercero estuvo el que fuera base en Vélez en la recta final de liga EBA “Chiqui” Gil, Pepe Rodríguez se sumaba como preparador físico y Ale Ballesteros junto a Raúl Cámara como fisioterapeutas.
Un proyecto diferente al de las dos campañas anteriores con seis nuevos jugadores. Todos dirigidos por un técnico de reconocido prestigio en la entidad como Paco Aurioles. Junto a él como segundo, Jesús Lázaro. Estos eran los miembros de un equipo con el que se debía tener paciencia, un conjunto en formación y con el que se iniciaba otra nueva etapa en el club.
En la histórica cita de la ciudad cacereña, el conjunto axárquico caía derrotado en semifinales ante el Farho Gijón, pero lo más importante ya estaba hecho, y es que el equipo más joven de la categoría había sido foco de atención de todo el mundo del baloncesto consiguiendo el reconocimiento de todos.
En verano del 2008. Las renuncias de Palma Aqua Mágica y Ciudad de Huelva hacen que quede una vacante en LEB ORO. Uno de los candidatos a esa plaza, el Clínicas Rincón, presenta un proyecto sólido que convence a los dirigentes de la FEB que deciden otorgarle la plaza en LEB ORO para la temporada 2008/2009. Los méritos deportivos contraídos en la campaña anterior sumados a ese proyecto hacen que la FEB le conceda al Clínicas Rincón por méritos deportivos una plaza en la segunda categoría de España.Comienza así la campaña con una base de jugadores heredada del año anterior y que sufre tan solo ciertos momentos. 
Con un inicio de calendario temible , pocos apostaban por un equipo nuevo en la categoría. Sin embargo, el tiempo y los resultados les fue dando la razón poco a poco a la plantilla del Clínicas Rincón ya que se fueron logrando éxitos increíbles como las victorias ante conjuntos ex ACB como Tenerife, Valladolid, León o Lleida. Durante toda la temporada (excepto en una jornada), el Clínicas Rincón estuvo en puestos de playoffs. A tres jornadas para el final, una victoria agónica ante Beirasar Rosalía sumada a una derrota de León ante Valladolid, le otorgó la posibilidad de jugar por primera vez en su historia los playoffs de la LEB ORO, todo un hito en la historia del baloncesto axárquico y malagueño.
El final de la temporada trajo consigo una marca histórica. Se habían logrado 19 victorias en la segunda categoría nacional española y se había obtenido la sexta posición en la clasificación de la liga regular. El reto cada vez se hacía más grande. Ahora tocaba jugar los playoffs de la ADECCO LEB ORO y el rival era un claro aspirante a la Liga ACB, el Tenerife Rural.
La eliminatoria fue muy emocionante. El debut del Clínicas Rincón en estos playoffs fue el 19 de mayo en Tenerife donde cayó de forma muy ajustada y solo en los últimos minutos. El segundo encuentro de este enfrentamiento al mejor de tres partidos fue en Rincón de la Victoria. Un encuentro dramático que tuvo un final injusto para los axárquicos con un tiro libre que no entró y que otorgó el pase a la Final Four a los canarios.
A lo largo de este año, se disfrutó en Vélez-Málaga de baloncesto de élite a través del Clínicas Rincón Axarquía. El conjunto pagó los derechos para jugar la liga LEB-2 y convertirse así en el único representante andaluz en ella. Vinieron a Vélez Málaga equipos históricos como Huesca, Ourense, La Laguna Tenerife o Lliria, además de Gandía, Burgos, Rosalía, Palencia, Rioja, Castellón , Sabadell, Valls, Cornellá y Vic . Mediada la temporada, el gerente de Clínica Rincón, Manuel Rincón Granados, tomaba el papel de presidente en funciones tras los temas laborales que alejaban un tanto a Federico Ruiz de su tierra, implicándose así en el proyecto al 100%.
Un quíntuple empate en la clasificación deja como máximo perjudicado al cuadro axárquico que se ve inmerso en una de las cuatro plazas de descenso. Solo el trabajo en los despachos de la directiva axárquica logra dejar un año más al equipo en esta difícil y competitiva categoría. Pero el dato más importante es que el baloncesto en la Axarquía se ve respaldado por una afición sólida que ya no solo se conforma con llenar el pabellón sino que también lo acompaña en momentos importantes.
Al año siguiente fue una temporada que ilusionó a la afición por el baloncesto en la comarca. El pabellón se llenaba semana tras semana con el equipo que continuaban dirigiéndolo Paco Aurioles y Francis Trujillo. Se logra alcanzar finalmente la tercera plaza que da opción a la fase de ascenso a liga LEB 2. La nueva categoría comienza a sonar en la Axarquía. Vaya ambientazo, con unos 1100 espectadores en el pabellón cubierto veleño, se vivía en el partido vital frente a Aritosa Andújar en la última jornada de la liga regular que daba opción a jugar la 2.ª fase. En el conjunto visitante destacaba sobremanera David Suka-Umu (31 puntos) y que venía con Maxim Cheburov en sus filas, entonces cedido por Unicaja, con futuro en las filas axárquicas.

### 2010-2016
En julio de 2013, la FEB anunció oficialmente que el Clínicas Rincón jugaría a LEB Oro 2013-14.

## Cuerpo Técnico 2014-2015
- Entrenador: Francisco José Tomé González
- Segundo entrenador: Juan José Gil Guerrero
- Delegado: Pablo Moreno Gómez
- Preparador Físico: Diego Alfonso Vázquez Cazorla
- Fisioterapeuta: Por definir
- Médico: Por definir

- Datos: Q3681464
- Multimedia: Club Baloncesto Axarquía / Q3681464